# Dominique Warluzel
Pour la commune, voir Warluzel.
Dominique Warluzel, né le 29 mai 1957 à Pau et mort le 8 mars 2022 à Genève, est un avocat suisse.
Travaillant au barreau de Genève, il est aussi producteur de télévision et auteur dramatique.

## Biographie

### Études
Dominique Warluzel, dont le père parachutiste est mort alors qu'il avait quinze ans, fréquente l'Institut Florimont de 1965 à 1977 jusqu'à l'obtention de sa maturité fédérale type B (latine).
Sur le plan sportif, il remporte en 1969 un titre de champion genevois cadet de tennis de table puis de champion suisse junior par équipes en 1972 sous les couleurs du Silver Star d'Hugo Urchetti. Il est par ailleurs ceinture noire de jujitsu.
De 1974 à 1977, il suit les cours d'art dramatique du comédien et professeur Michel Cassagne auprès du conservatoire de Genève.

### Avocat
Dominique Warluzel obtient sa licence en droit à l'Université de Genève en 1981 et son brevet d'avocat en avril 1983.
De 1983 à 1990, il est, stagiaire, collaborateur puis associé en l'étude Poncet Turrettini Amaudruz & Neyroud.
En 1983, il défend le ravisseur de la fille de Frédéric Dard, puis plaide la plupart des affaires pénales retentissantes que connaît la cité de Calvin telles que l’affaire Medenica, l’affaire Nicolo, l'affaire de la Banque cantonale de Genève, ainsi qu'à Lausanne l’affaire Lagonico.
Dès 1989, il est en outre connu du grand public pour être devenu l'avocat de nombreuses stars du cinéma français telles qu'Isabelle Adjani, Christophe Lambert, Henri Verneuil ou encore Alain Delon.

### Télévision
En 1987, Dominique Warluzel présente à la Télévision suisse romande sa première émission, « Profil de... » consacrée au portait de diverses personnalités telles que Christophe Lambert, Alain Prost, Alain Delon ou Renaud.
De 1989 à 1990, il a assumé la présidence du Servette Football Club de Genève.
Puis, il devient producteur et présentateur de magazines d'information judiciaires : « Justice en marche » avec Valérie Bierens de Hahn (24 émissions),« Vérité, vérités » avec Bernard Pichon (40 émissions), « Au-delà des grilles » (8 émissions), « Duel » (32 émissions) et « L'Étude » (8 émissions) avec Béatrice Barton.
Passionné de cinéma, il crée également avec Béatrice Barton et anime dès 2010 l'émission Dans mon cinéma, diffusée par la Radio télévision suisse, Orange Cinéma Géants en France et la RTBF en Belgique.
Il y reçoit successivement Alain Delon (2 émissions), Mireille Darc, Claudia Cardinale, Claude Brasseur, Pierre Arditi, Marthe Keller, Christophe Lambert, Nathalie Baye, Robert Hossein, Carole Bouquet, Gérard Jugnot, Anouk Aimée, Guy Marchand, Brigitte Fossey, Thierry Lhermitte, Michel Galabru, Michel Aumont, André Dussollier, Leslie Caron, Pascal Elbé, Tchéky Karyo, Karin Viard, Marie Gillain, soit 24 émissions.

### Théâtre
En 2012, Dominique Warluzel signe une pièce de théâtre intitulée « FRATRICIDE » dont la première en tournée a eu lieu le 1er octobre 2013 au BFM à Genève,.
Du 4 au 27 juillet 2014, sa pièce a été jouée dans le cadre du Festival d’Avignon 2014 au Théâtre la Luna, soit 24 représentations.
Au vu du succès rencontré, de l’accueil favorable de la critique et du public, une série de représentations est agendée au Théâtre de Poche-Montparnasse à Paris dont la première eut lieu le 4 novembre 2014, les représentations étant appelées à se poursuivre jusqu’au 1er mars 2015.
Cette pièce réunit sur scène Jean-Pierre Kalfon et Pierre Santini ainsi qu’alternativement Bertrand Nadler ou Franck Borde.
Delphine de Malherbe en assure la mise en scène.
Pascal Legros et Patrick Messmer en sont les producteurs.
La pièce a été jouée plus de 200 fois.

### Santé
Le 2 janvier 2013, Dominique Warluzel est victime d'un accident vasculaire cérébral ischémique (AVC) à Nassau aux Bahamas, où il réside. Il est opéré en urgence et subit une trépanation.
Le 7 juillet 2013, lors de l'émission de la RTS « Pardonnez-moi », interviewé par le journaliste Darius Rochebin, il apparaît affaibli, victime d'une hémiplégie latérale gauche. Au cours de cet entretien, il reconnaît que sa pugnacité dans sa vie professionnelle constitue l'un des facteurs qui ont pu déclencher cet AVC.
Dominique Warluzel continue d’œuvrer à sa rééducation physique et neurologique. Malheureusement, une mauvaise chute survenue en janvier 2014 fait heurter sa tête sur le sol et provoque de nouvelles complications, dont un hématome sous-dural qui le laisse à nouveau paralysé, réduisant à néant les précédents résultats prometteurs obtenus par la rééducation. Les médecins soulignent alors combien, après une récidive, la rééducation s'avère « infiniment plus difficile ». Ce revirement le décourage en anéantissant une partie de sa motivation première tout en le plongeant dans un état de profond désarroi.

### Affaire de la Réserve
En 2016, Dominique Warluzel fait l'objet d'un procès médiatisé pour avoir tiré en direction de son aide-soignante à l'hôtel La Réserve à Genève. La peine prononcée est suspendue au profit d’un traitement institutionnel qui a été levé le 20 novembre 2018, car achevé avec succès.

### Décès
Dominique Warluzel meurt d'une complication infectieuse le 8 mars 2022 à Genève à l'âge de 64 ans,.

## Décoration
- Chevalier de la Légion d'honneur (2005)[23]. Cette distinction lui est remise le 7 octobre 2005 par Jean Piat, sociétaire de la Comédie-Française.